# 894
El 894 (DCCCXCIV) fou un any comú començat en dimarts del calendari julià.

## Esdeveniments
- Sant Grau d'Orlhac funda l'abadia d'Orlhac.

## Naixements
- Emma de França (m. el 934).

## Necrològiques
- Delà
- Guiu III de Spoleto